# Маттерсбург (футбольный клуб)
«Ма́ттерсбург» (нем. SV Mattersburg) — бывший австрийский футбольный клуб из одноимённого города, выступал в Бундеслиге, высшем дивизионе страны.

## История
Клуб основан 10 июня 1922 года, домашние матчи проводит на арене «Паппельштадион», вмещающей 17 100 зрителей. Цвета команды зелёный и белый. До XXI века клуб выступал в региональных лигах, подъём клуба начался в 2000 году, когда он вышел в первою лигу. В австрийской Бундеслиге «Маттерсбург» дебютировал в сезоне 2003-04 годов. В сезонах 2005-06 и 2006-07 годов клуб доходил до финала кубка Австрии, что позволяло ему два года подряд участвовать в розыгрыше Кубка УЕФА, где он оба раза выбывал на стадии второго квалификационного раунда.

## Достижения
- Победитель Первой лиги Австрии (2): 2002/03, 2014/15.
- Победитель Региональной лиги Австрии (1): 1999/00.
- Финалист кубка Австрии (2): 2005/06, 2006/07.

## Выступления в еврокубках
| Сезон   | Турнир     | Раунд | Страна          | Клуб   | Счёт |
| ------- | ---------- | ----- | --------------- | ------ | ---- |
| 2006/07 | Кубок УЕФА | Q2    | Флаг Польши     | Висла  | 1:2  |
| 2007/08 | Кубок УЕФА | Q1    | Флаг Казахстана | Актобе | 4:3  |
|         |            | Q2    | Флаг Швейцарии  | Базель | 1:6  |

- Q1 — первый квалификационный раунд
- Q2 — второй квалификационный раунд